# Loma del Medio
La Reserva forestal Loma del Medio - Río Azul es un área protegida ubicada en cercanías de la localidad de El Bolsón, departamento Bariloche, en la Patagonia argentina. Desde el punto de vista fitogeográfico, corresponde a la ecorregión del bosque andino patagónico.

## Características generales
La reserva se encuentra en cercanías de la localidad de El Bolsón, al suroeste de la provincia de Río Negro, aproximadamente en la posición 42°03′S 71°37′O / -42.050, -71.617.
El área protegida fue creada en el año 1948, mediante el decreto nacional n.º 020195/48 con el objeto de proteger una superficie de 2435 ha. de ecosistema de bosques naturales, desarrollando simultáneamente prácticas para el uso sostenible de los recursos. Actualmente tiene una superficie de 1.600 Ha, y la administración y gestión de la reserva está a cargo del INTA (Instituto Nacional de Tecnología Agropecuaria)
En este sentido, el plan de manejo establece que el objetivo primario es "la conservación de uno de los ecosistemas más importantes de ciprés de la cordillera, que por su potencial productivo y recreativo, y por la belleza panorámica debe preservarse y manejarse para afianzar su economía actual y futura”. La reserva es escenario además de numerosos estudios científicos enfocados en la ecología de especies leñosas entre otras.
La región es intensamente visitada a causa de la belleza del entorno y por el hecho de que a través de ella se accede a senderos de la zona del ANPRALE, Área Protegida Río Azul - Lago Escondido.

## Flora

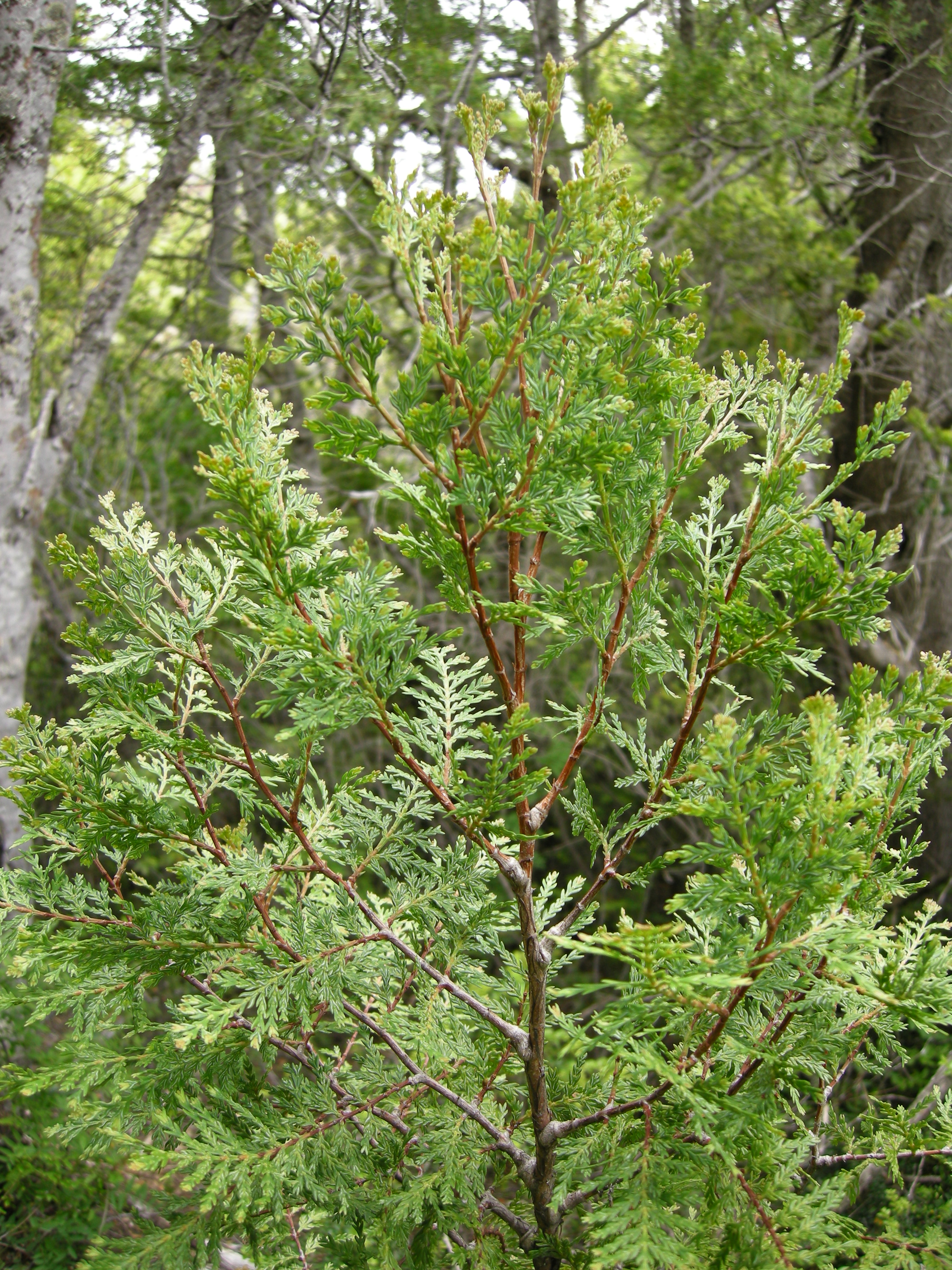
Rama de ciprés de la cordillera (Austrocedrus chilensis), especie protegida en la reserva.

La reserva presenta una rica cobertura vegetal donde se destacan los cipreses de la cordillera (Austrocedrus chilensis), especie poco frecuente en otras áreas naturales protegidas, que alternan con coihues (Nothofagus dombeyi) y algunos ejemplares de alerces patagónicos (Fitzroya cupressoides).

El ecosistema boscoso también incluye algunos ejemplares de lenga (Nothofagus pumilio), maitén (Maytenus boaria), radal (Lomatia hirsuta), ñire (Nothofagus antarctica), tineo (Weinmannia trichosperma), canelo (Drimys winteri), huan-haun (Laurelia philippiana) y caña colihue (Chusquea culeou), con la presencia aislada y escasa de algunos robles o pellines (Nothofagus obliqua) y arrayanes (Myrceugenella apiculata).

## Fauna
La fauna del área de la reserva no ha sido relevada en profundidad, pero por su cercanía y similitud de ecosistemas se asume que es básicamente similar a la presente en el Área natural protegida Río Azul-Lago Escondido.

La región es el hábitat de varias especies en distinto nivel de riesgo, entre ellas el huemul (Hippocamelus bisulcus), el monito de monte o kongoy (Dromiciops gliroides), el pudú (Pudu puda), el gato huiña (Oncifelis guigna), una subespecie del gato yaguarundí (Herpailurus yaguarondi), el zorro gris chico (Lycalopex gymnocercus) y el huillín (Lontra provocax), entre otros.
Las aves están ampliamente representadas. Entre las diversas especies se han registrado en las cercanías del río Azul ejemplares de bandurria austral (Theristicus melanopis), garza bruja (Nycticorax nycticorax), jote cabeza negra (Coragyps atratus), pato de los torrentes (Merganetta armata), chimango (Milvago chimango), carancho (Caracara plancus), 	
codorniz californiana (Callipepla californica), tero común (Vanellus chilensis), martín pescador grande (Megaceryle torquata) y carpintero gigante (Campephilus magellanicus).
	
El bosque andino y su sotobosque albergan varias especies de pájaros cantores, entre ellas el cachudito pico negro (Anairetes parulus) el chucao (Scelorchilus rubecula), el picolezna patagónico (Pygarrhichas albogularis) y el tordo patagónico (Curaeus curaeus).

## Recursos turísticos
La reserva Loma del Medio contiene una serie puntos de especial interés por su valor paisajístico, entre ellos el mirador del Azul, la formación Cabeza del Indio, la Cascada Escondida y el Jardín Botánico.

## Amenazas
La conservación de la reserva se ve amenazada por algunos factores entre los que el más grave es la destrucción producida por el fuego. En el año 1999, un incendio devastó 200 ha. de bosque antes de poder ser controlado. Las medidas de remediación llevadas a cabo permitieron recuperar 50 ha en 10 años, mediante la implantación de plantines producidos con ese objeto.
, sin embargo ese sector y zonas contiguas sufrieron una ocupación antrópica, que redujo la superficie de la reserva a 1.600 Has, que es su extensión actual (2022). En el año 2020 se produjo una nueva ocupación, que pudo ser desactivada, aunque el daño producido por la corta de especies autóctonas aún no ha sido recuperada.